# Les As de l'arnaque
Pour plus de détails, voir Fiche technique et Distribution.
Les As de l'arnaque (The Con Is On) est une comédie britannico-américaine réalisée par James Oakley, sortie en 2018.

## Synopsis
Pour éviter de payer des dettes importantes à la chef de la mafia, Irina, Harriet et Peter Fox fuient l'Angleterre. Ce couple d'escrocs décide de préparer une nouvelle arnaque à Los Angeles.

## Fiche technique
- Titre original : The Con Is On
- Titre de travail : The Brits Are Coming
- Titre français : Les As de l'arnaque
- Réalisation : James Oakley
- Scénario : Alex Michealides et James Oakley
- Photographie : Joseph White
- Montage : Anthony Boys
- Musique : Charles Klarsfeld et Zachary Seman
- Production : Cassian Elwes, J. C. Chandor, Robert Ogden Barnum, Dave Hansen, William Clevinger et Elliot Michael Smith
- Société de distribution : Lionsgate
- Pays de production : États-Unis, Royaume-Uni
- Genre : film de casse, comédie
- Date de sortie :
  - États-Unis : 4 mai 2018
  - France : 6 octobre 2021 en VOD[1]

## Distribution
- Uma Thurman : Harriet Fox
- Tim Roth : Peter Fox
- Maggie Q : Irina
- Crispin Glover : Gabriel Anderson
- Parker Posey : Gina
- Stephen Fry : Sidney
- Alice Eve : Jackie
- Sofía Vergara : Vivien
- Sharon Maughan : Lady Victoria
- Ashley Williams : La joueuse de carte
- Melissa Sue Anderson : l'invitée n°2
- Wilmer Calderon (en) : Vlad

## Production
Le tournage a lieu à Los Angeles (notamment à Château Marmont), à Londres et New York.